# Fläckplugg
Fläckplugg (Cnemidocarpa devia) är en sjöpungsart som beskrevs av Ärnbäck 1931. Fläckplugg ingår i släktet Cnemidocarpa och familjen Styelidae. Enligt den svenska rödlistan är arten sårbar i Sverige. Arten förekommer i Götaland. Artens livsmiljö är havet. Inga underarter finns listade i Catalogue of Life.